# Maria Margherita Caiani
(Madre Maria Margherita Caiani)
Suor Maria Margherita Caiani, al secolo Maria Anna Rosa Caiani (Poggio a Caiano, 2 novembre 1863 – Firenze, 8 agosto 1921), è stata una religiosa italiana, fondatrice della congregazione delle Minime Suore del Sacro Cuore. Il 23 aprile 1989 è stata proclamata beata da papa Giovanni Paolo II.

## Biografia
Maria Anna Rosa Caiani, nacque il 2 novembre 1863 a Poggio a Caiano da Jacopo, fabbro e fontaniere nella villa medicea e da Luisa Fortini. Terza di cinque fratelli, Marianna (così veniva chiamata in famiglia) venne battezzata dopo un giorno dalla nascita a Bonistallo nella Chiesa di Santa Maria Assunta a Bonistallo ed ebbe la possibilità di crescere in una famiglia serena e pervasa da una grande fede, anche se ebbe presto modo di conoscere le sofferenze della vita.
Il fratello più piccolo, Gustavo, rimase infermo per sette anni in seguito alla frattura di un'anca e fu proprio Marianna a consolarlo, accudirlo e curarlo fino alla morte che avvenne quando Gustavo aveva solo 11 anni. Marianna, allora sedicenne, da quel momento iniziò a occuparsi e ad aiutare i malati del paese, spinta da un'umiltà e da una luce interiore sempre crescente.
Qualche anno dopo la famiglia Caiani fu colpita da un'altra tragedia: la morte improvvisa di papà Jacopo che spinse Marianna a dover aiutare il fratello Osea in una bottega di tabacchi. Appena sei anni dopo morì anche mamma Luisa e Marianna si ritrovò sola poiché i fratelli erano già tutti sposati.
Proprio in questa improvvisa solitudine, Marianna trovò la sua vocazione e iniziò quel lungo cammino che la portò a donarsi completamente a Dio e agli altri. Dopo la prima esperienza nel Monastero delle Benedettine di Pistoia, Marianna scoprì di non essere fatta per la clausura e che il suo posto era in mezzo alla gente tra i più piccoli, tra gli umili, tra coloro che avevano bisogno.
Fu così che tornò a casa, a Poggio a Caiano, dove con altre compagne iniziarono una vita comune: disponevano solo di una piccola stanza che adibirono a scuola per i bambini del paese.
Il 15 dicembre del 1902 le ragazze che seguirono Marianna erano già cinque e insieme decisero di vestire l'abito religioso.  
Da allora Marianna divenne Suor Maria Margherita del Sacro Cuore e fondò l'Istituto delle Minime Suore del Sacro Cuore. Nel 1910 venne fondata la prima casa filiale a Lastra a Signa e da lì seguiranno numerose altre fondazioni, dalla Toscana fino a Milano.
Madre Caiani morì a 57 anni, l'8 agosto del 1921 a Firenze nel Convento dei Cappuccini di Montughi, ma il suo ricordo e i suoi insegnamenti vivono ancora oggi a Poggio e ovunque sia arrivato il seme della sua vocazione. 
Madre Maria Margherita Caiani è stata beatificata il 23 aprile 1989 da papa Giovanni Paolo II dopo la chiusura favorevole dei processi che constatarono l'avvenuto miracolo per sua intercessione.

## L'Istituto delle Minime Suore del Sacro Cuore
L'Istituto delle Minime Suore del Sacro Cuore fu chiamato a svolgere il suo servizio anche nei dintorni e ampliò sempre di più il suo raggio d'azione come negli ospedali militari, a Milano, a Firenze e in varie altre parti d'Italia. Alla sua morte Madre Maria Margherita Caiani lasciò 13 case filiali e 124 religiose. Da allora lo sviluppo dell'Istituto, è proseguito sempre più e ha superato anche i confini nazionali raggiungendo paesi come Egitto, Israele, Brasile e Sri Lanka, dove svolge opera missionaria. La Casa Madre dell'Istituto sorge al centro di Poggio a Caiano, di fronte alla villa medicea. Nel 2002 ha festeggiato i 100 anni dalla fondazione.